# Vilhjálmur Finsen
Pour les articles homonymes, voir Finsen.
Vilhjálmur Ludvig Finsen, né à Reykjavík le 1er avril 1823 et mort à Copenhague le 23 juin 1892, est un juriste, homme politique et professeur islandais.

## Biographie
Né à Reykjavík, il est le fils de Ólafur Hannesson Finsen (1793-1836), gouverneur et chambellan puis assesseur à la Cour suprême et de Marie Nicoline Møller (1803-1886), fille d'un marchand. Après la mort de son père, il est élevé par son beau-père, l'évêque Steingrímur Johnsen, qui lui permet de suivre des études.
Diplômé de l' école Bessastaðir en 1841 puis de droit à l'Université de Copenhague en 1846, il est récompensé par une médaille d'or de l'Université et un prix, en 1848 pour l'étude Familieforholdets retslige Betydning efter Grágás (La signification juridique de la relation familiale après Grágás), qui est publiée en 1849-1850 dans les Annaler for nordisk Oldkyndighed (Annales de l'Antiquité nordique).
En 1851 il est nommé gouverneur d'Islande, mais n'assume pas le poste et en avril 1852 occupe une fonction administrative à Reykjavík, d'où il est transféré en 1860 à Viborg comme assesseur à la Cour suprême. En 1868, il devient assesseur à la Cour suprême royale et à la Cour et au tribunal municipal de Copenhague, et en 1871, est employé comme assesseur à la Cour suprême du Danemark.
Finsen est aussi connu pour ses travaux sur le cod. Regius, un des principaux manuscrits des anciennes lois islandaises.
Maire de Reykjavík de 1852 à 1860, il apparait dans le chapitre IX du roman de Jules Verne Voyage au centre de la Terre. Il reçoit alors le professeur Otto Lidenbrock et son neveu Axel. Jules Verne le décrit ainsi : « non moins militaire par le costume que le gouverneur, mais aussi pacifique par tempérament et par état ».
Il est l'oncle de Niels Ryberg Finsen.
Il est inhumé au Cimetière Assistens.